# Campionati svizzeri di sci alpino 1966
I Campionati svizzeri di sci alpino 1966 si svolsero a Wangs-Pizol dal 25 al 27 febbraio; furono assegnati i titoli di discesa libera, slalom gigante, slalom speciale e combinata, sia maschili sia femminili. Oltre agli sciatori svizzeri poterono concorrere al titolo anche gli sciatori di nazionalità liechtensteinese.

## Risultati

### Uomini

#### Discesa libera
| Pos. | Atleta            | Nazione  | Tempo   |
| ---- | ----------------- | -------- | ------- |
| 1    | Jos Minsch        | Svizzera | 1:55,11 |
| 2    | Hans Peter Rohr   | Svizzera | 1:55,46 |
| 3    | Peter Rohr        | Svizzera | 1:55,69 |
| 4    | Willy Favre       | Svizzera | 1:55,86 |
| 5    | Edmund Bruggmann  | Svizzera | 1:56,47 |
| 6    | Dumeng Giovanoli  | Svizzera | 1:56,51 |
| 7    | Kurt Schnider     | Svizzera | 1:56,77 |
| 8    | Beat Zogg         | Svizzera | 1:57,66 |
| 9    | Jakob Tischhauser | Svizzera | 1:57,77 |
| 10   | Alby Pitteloud    | Svizzera | 1:59,05 |

#### Slalom gigante
| Pos. | Atleta            | Nazione  | Tempo   |
| ---- | ----------------- | -------- | ------- |
| 1    | Edmund Bruggmann  | Svizzera | 1:50,49 |
| 2    | Kurt Schnider     | Svizzera | 1:50,93 |
| 3    | Jakob Tischhauser | Svizzera | 1:51,27 |
| 4    | Stefan Kälin      | Svizzera | 1:51,32 |
| 5    | Dumeng Giovanoli  | Svizzera | 1:51,76 |
| 6    | Beat Zogg         | Svizzera | 1:51,81 |
| 7    | Peter Rohr        | Svizzera | 1:52,38 |
| 8    | Willy Favre       | Svizzera | 1:52,59 |
| 9    | Alby Pitteloud    | Svizzera | 1:52,70 |
| 10   | Jos Minsch        | Svizzera | 1:53,29 |

#### Slalom speciale
| Pos. | Atleta               | Nazione  | Tempo   |
| ---- | -------------------- | -------- | ------- |
| 1    | Edmund Bruggmann     | Svizzera | 1:47,89 |
| 2    | Stefan Kälin         | Svizzera | 1:50,85 |
| 3    | Jakob Tischhauser    | Svizzera | 1:51,97 |
| 4    | Alby Pitteloud       | Svizzera | 1:52,49 |
| 5    | Peter Rohr           | Svizzera | 1:53,49 |
| 6    | Jean-Daniel Dätwyler | Svizzera | 1:53,71 |
| 7    | Kurt Schnider        | Svizzera | 1:54,34 |
| 8    | Jos Minsch           | Svizzera | 1:55,34 |
| 9    | Beat Zogg            | Svizzera | 1:55,38 |
| 10   | Mario Bergamin       | Svizzera | 1:56,48 |

#### Combinata
| Pos. | Atleta            | Nazione  | Punti    |
| ---- | ----------------- | -------- | -------- |
| 1    | Edmund Bruggmann  | Svizzera | 14 219,2 |
| 2    | Jakob Tischhauser | Svizzera | 14 392,8 |
| 3    | Peter Rohr        | Svizzera | 14 410,0 |
| 4    | Stefan Kälin      | Svizzera | 14 419,7 |
| 5    | Kurt Schnider     | Svizzera | 14 422,0 |
| 6    | Jos Minsch        | Svizzera | 14 470,3 |
| 7    | Alby Pitteloud    | Svizzera | 14 480,9 |
| 8    | Beat Zogg         | Svizzera | 14 498,8 |
| 9    | Hans Peter Rohr   | Svizzera | 14 790,6 |
| 10   | Mario Bergamin    | Svizzera | 14 823,7 |

Data: 7-9 aprile

Classifica stilata attraverso i piazzamenti ottenuti
in discesa libera, slalom gigante e slalom speciale

### Donne

#### Discesa libera
| Pos. | Atleta              | Nazione  | Tempo   |
| ---- | ------------------- | -------- | ------- |
| 1    | Heidi Obrecht       | Svizzera | 1:31,86 |
| 2    | Theres Obrecht      | Svizzera | 1:32,01 |
| 3    | Marie-Paule Fellay  | Svizzera | 1:32,88 |
| 4    | Ruth Adolf          | Svizzera | 1:33,42 |
| 5    | Ruth Leuthard       | Svizzera | 1:34,36 |
| 6    | Josianne Conscience | Svizzera | 1:34,89 |
| 7    | Maria Duss          | Svizzera | 1:35,09 |
| 8    | Annerösli Zryd      | Svizzera | 1:35,10 |
| 9    | Monique Vaudroz     | Svizzera | 1:35,95 |
| 10   | Rita Hug            | Svizzera | 1:36,20 |

#### Slalom gigante
| Pos. | Atleta               | Nazione  | Tempo   |
| ---- | -------------------- | -------- | ------- |
| 1    | Theres Obrecht       | Svizzera | 1:31,26 |
| 2    | Edith Hiltbrand      | Svizzera | 1:32,47 |
| 3    | Madeleine Wuilloud   | Svizzera | 1:33,32 |
| 4    | Madeleine Felli      | Svizzera | 1:34,07 |
| 5    | Ruth Adolf           | Svizzera | 1:35,56 |
| 6    | Marie-Paule Fellay   | Svizzera | 1:36,54 |
| 7    | Annerösli Zryd       | Svizzera | 1:36,96 |
| 8    | Heidi Obrecht        | Svizzera | 1:37,30 |
| 9    | Micheline Hostettler | Svizzera | 1:37,68 |
| 10   | Lotti Burgener       | Svizzera | 1:37,89 |

#### Slalom speciale
| Pos. | Atleta             | Nazione  | Tempo   |
| ---- | ------------------ | -------- | ------- |
| 1    | Fernande Bochatay  | Svizzera | 1:32,83 |
| 2    | Edith Hiltbrand    | Svizzera | 1:34,72 |
| 3    | Maria Duss         | Svizzera | 1:38,31 |
| 4    | Ruth Adolf         | Svizzera | 1:38,96 |
| 5    | Madeleine Felli    | Svizzera | 1:39,27 |
| 6    | Theres Obrecht     | Svizzera | 1:39,87 |
| 7    | Marie-Paule Fellay | Svizzera | 1:41,57 |
| 8    | Bethli Marmet      | Svizzera | 1:42,79 |
| 9    | Ruth Leuthard      | Svizzera | 1:43,73 |
| 10   | Vreni Inäbnit      | Svizzera | 1:44,82 |

#### Combinata
| Pos. | Atleta             | Nazione  | Punti    |
| ---- | ------------------ | -------- | -------- |
| 1    | Theres Obrecht     | Svizzera | 12 643,4 |
| 2    | Ruth Adolf         | Svizzera | 12 806,5 |
| 3    | Madeleine Felli    | Svizzera | 12 873,9 |
| 4    | Marie-Paule Fellay | Svizzera | 12 901,6 |
| 5    | Maria Duss         | Svizzera | 12 944,2 |
| 6    | Ruth Leuthard      | Svizzera | 13 068,4 |
| 7    | Bethli Marmet      | Svizzera | 12 121,5 |
| 8    | Annerösli Zryd     | Svizzera | 13 196,9 |
| 9    | Heidi Obrecht      | Svizzera | 13 282,6 |
| 10   | Vreni Inäbnit      | Svizzera | 13 289,3 |

Data: 7-9 aprile

Classifica stilata attraverso i piazzamenti ottenuti
in discesa libera, slalom gigante e slalom speciale